# وولونیو
وولونیو (به ایتالیایی: Volongo) یک کومونه در ایتالیا است که در استان کریمونا واقع شده‌است.

## خصوصیات
وولونیو ۷٫۹ کیلومترمربع مساحت و ۵۹۵ نفر جمعیت دارد.